# Zayanes
 (avril 2025).
Si vous disposez d'ouvrages ou d'articles de référence ou si vous connaissez des sites web de qualité traitant du thème abordé ici, merci de compléter l'article en donnant les références utiles à sa vérifiabilité et en les liant à la section « Notes et références ».
Les Zayanes (en berbère: ⴰⵥⴰⵢⵢⵉ, pl. ⵉⵥⴰⵢⵢⴰⵏ iẓayyan) constituent une ethnie berbères : des Sanhadja du Moyen Atlas c’est-à-dire habitant sur le côté nord et boisé du Moyen Atlas, au Moyen Atlas, au centre du Maroc dans une zone anciennement nommée Fazaz. Le peuple zayane est réputé pour son attachement à la terre ancestrale, à son organisation sociale rudimentaire et son indépendance, depuis l'installation de ce peuple vers le Xe siècle et sa ténacité guerrière, contre les différentes expéditions organisées par les sultans Almoravides et Alaouites dans le cadre de pacification des tribus berbères en perpétuelle révolution contre le pouvoir central du Makhzen. Le contingent Zayane avait démontré sa qualité combative lors de la colonisation sous la conduite de Mouha Ou Hammou Zayani. C'est ainsi qu'ils ont empêché les colons de s'emparer facilement de Khénifra. Malgré la défaite française dans la bataille d'Elhri, le 13 novembre 1914, les stratèges de la colonisation furent déterminés à ne pas abandonner la lutte contre les Zayanes, qui constituaient une poche de résistance contre le colonisateur. Ce bastion de la rébellion inquiétait les troupes françaises qui, au début de la campagne du Maroc (1907-1914), évitaient d'entrer en confrontation directe avec le contingent des Zayanes selon les instructions du général Lyautey et d'autres chefs militaires comme Charles Mangin qui ont mené la campagne du Maroc. Vu la combativité des Zayanes, qui finalement ont cédé devant la machine de guerre coloniale sous le commandement du général Henrys, il s'était avéré stratégiquement utile de soumettre les tribus avoisinantes du Moyen Atlas: Ichkern, Ait Ouirra (berbères d'El Ksiba, dont le célèbre chef Mouha Ou Saïd Ouirra), Aït M'Guild, Béni M'Tir, les Aït Seghrouchen, ...)
Le nom Zayane fut d’abord celui d’une tribu originaire de Khénifra, aujourd’hui il désigne l’ensemble des amazigh du Moyen Atlas de Imouzzer Kandar jusqu’à Azilal en passant par Ifrane, El Hajeb, Azrou, Khénifra, Midelt, Béni Mellal, Imilchil, Khémisset etc.[réf. nécessaire]

## Histoire
Il n'est pas aisé de déterminer l'origine des Zayanes, par manque de sources historiographiques des Zayanes eux-mêmes et des chroniqueurs du Moyen Âge. Certains manuscrits, notamment d'Ibn Khaldoun, mentionnent l’existence d'ethnies amazighes peuplant le contrefort moyen atlasique, appartenant à la branche berbère dite Sanhadja. Le géographe Al Idrissi avait mentionné les Ait Oumalou (X siecle) dont les Zayanes font partie. Cette population habitait Fazaz depuis le Ve siècle.
- Selon la description de Charles de Foucauld dans son livre de référence La reconnaissance au Maroc[9], « les Zayanes sont nomades de race Atlante et forment une tribu très puissante, ils occupent un territoire borné par les Zaërs, Zemmours, Beni M'Guild, les Ichkern et par Tadla. »
- Selon des manuscrits trouvés à la Zaouia de Sidi Boukil, les Zayanes vivaient en nomades vers l'an 1004 dans les plaines d'Ighf Aman au Nord-Ouest de l'actuelle ville de Rich, il existe encore une colline qui porte leur nom, Abekhar Taourirt n'Izayan.

Les Zayanes se répartissent en deux grandes tribus :
- Ait Harkat : composé lui-même de 6 tribus: Aït Lahcen Ousaïd, (composée des sous-tribus Aït Bouho, Aït Khouya, Aït Moussa, Aït alla, ait bajji Aït benichi, « ait chard », « ait maï », « ihbarn », « ait hadou ou hamou », « ait bouhmad. »
- Ait Krad : tribu composée d'Ait Boumazoughe; Ait Ammou Aissa, Ait Boumzil et Aït Bouhadou.

Ces grandes tribus appartiennent à la confédération d'Aït Oumalou qui comprend aussi Aït Boukhayou et Bouhssoussen. Enfin, la tribu des Aït Sgougou connue sous le nom des « Zayans d'Oulmes », représentée par la tribu Aït Amar , commandée par Mouhand Aquebli nommé caid pour rivaliser avec Mouha ou Hammou Zayani  (région amputée au territoire Zayane depuis la colonisation, elle est rattachée aux Zemmours). La tribu Zayane, qui gravite autour de Khénifra se compose des sous-tribus les plus représentatives:
- Aït Alla (Laffija...) ;
- Aït Benichi ;
- Aït Khouya (taghat, ment...) ;
- Ait bajji (sidi lamine...) ;
- Aït Bouhou, de Talat Oumadgoun et de Taabit, et de lougaïda... ;
- Aït Moussa sous-tribu de Mouha Ou Hammou (lougaida, talat oumdgoun...) ;
- Aït Chard, d'Assoul ;
- Aït Maï (ziyaar, sghnana...) ;
- Aït Boumazzoughe, (ajdir, tandra...) ;
- Aït Bouhamad (Ouzaghar), (talhnant...) ;
- Ihbbarn (sidi amar, tabaynout....) ;
- Aït Boumzil (ajdir, lbarj....) ;
- Aït Ammou aissa (tadart n'ait ammou assa, tkhoulan, ajdir...) ;
- Ait Haddou Ouhammou (aguelmous....) ;
- Aït Bouhaddou... (sidi amar, bouwzal....).

Le siège administratif était Khénifra à Tiddar Ezayane sous la tutelle du service des affaires indigènes du temps de la colonisation.
Parmi les Zayanes s'ajoutent des confréries d'origine maraboutique, les Chourfas, installés en tant que réfugiés pour des raisons politiques, ce sont des anciens soldats du roi Moulay El Hassan Ier venus aider les Zayanes contre la tribu Ichkern El Kbab; leur intervention entre dans le cadre de la lutte contre la confrérie de Sidi Ali Amhaouch (1844-1918).
Ils sont protégés et respectés, tradition d'hospitalité oblige. Ces tribus sont éparpillées dans le territoire zayane. Il s'agit des Bouaazaouine installés à Kaf N'sour, à côté, les M'barkiines à Moulay Bouazza, des Chourfas Alaouites (descendant du Sultan Mohammed Ier du Maroc) de Taskart à 10 km de Khénifra, les Aït Nouh dans le territoire d'Aït Chart, les Imrabten à M'Rirt, les Aït Sidi Ali Amhaouch, les Aït Sidi Bennaceur à Elkbab, les Aït Sidi Yahyia Ou Youssef à Tounfit, les Ali Ouammar à Krouchen. Ces tribus sont d'origine arabe mais berbérisées au fil du temps.

### Confédération d'Aït Oumalou
Amalou (Imoula au pluriel) est un mot pan-berbère qui signifie "l'ombre". Il s'agit donc d'un toponyme utilisé pour désigner les peuplements amazighes du moyen Atlas Central, qui habitent le «versant ombragé» du contrefort moyen atlasique central, un milieu escarpé, boisé aux accès difficiles et au climat rude qui forgera le tempérament tenace de la personnalité amazighe. Les Ait Oumalous étaient réputés indomptables, avides d'indépendance démesurée, ce qui explique leur haine envers des facteurs étrangers à leur communauté.

Dans l'organisation sociale berbère, le terme confédération désigne la réunion de plusieurs tribus, cette confédération n'a ni la communauté d'origine, ni l'unité suffisante pour constituer un rouage administratif fixe et durable. Cela est si vrai que la langue berbère n'a pas réservé un mot spécial pour désigner la confédération. Elle subit forcément les fluctuations de la politique locale, influencée par des facteurs extrinsèques à savoir l'autorité des sultans, des Zaouias et l'ambition des chefs locaux (voir le cas de Mouha ou Hammou Zyani). Généralement des raisons politiques seules déterminent les tribus à se grouper en confédération.

Il n'est pas aisé de faire une classification claire des tribus du moyen Atlas qui relèvent de la confédération des Ait Oumalou.
La fameuse confédération d'izayanes comprend quatre tribus:
les izayane supérieurs (aït khouya, aït boho, aït alla, aït moussa, aït benichi, aït boumzil, aït ammou aissa, aït mai, aït chard, ihbarn, aït hadou ou hamou, aït bajji, aït boumazough, aït bouhmad)
les aït bouhadou, les aït sgougou (imrabden) et les ibouhsousn.
- La confédération Beni M'guild (Ayt Myill, grande tribu amazighe occupant une aire géographique prenant en écharpe le Moyen Atlas Central, depuis la vallée de la Haute Moulouya jusqu'aux plateaux situés au Sud de Meknés).
- La confédération Ait Youssi[15]
- Confédération Idrassen, Beni M'Tir, tribu composée des fractions suivantes :
  - Aït Boubidman
  - Aït Harxallah
  - Aït Na'man
  - Aït Hammad
  - Aït Lahsrn ou Ch'aib
  - Aït Sliman
  - Aït Ayach
  - Aït Bou Rzouicn
  - IqeJdarcn[16]:
- La confédération des Guerrouanes ou Iguerouane, composée des sous-tribus suivantes :
  - Les Aït Ali Ou Daoud,
  - Les Aït Msafer et les Aït Mahdi,
  - Les Aït Izarraren,
  - Les Aït Tsidi,
  - Les Aït Saïd ou Moussa,
  - Les Igourramen,
  - Les Aït Abdesslam,
  - Les Aït Ali ou Moussa,
  - Les Aït Berrechni,
- La confédération des Aït Roboa[17]
- La confédération des Aït Seri[18], Aït Ouirra dont la capitale est la ville d'El Ksiba qui avait subi un massacre par les légionnaires du colonel Charles Mangin en 1912-1913 [19].
- Les Zemmours.
- La grande tribu d'Ichkirn est une sous-confédération[20] des Aït Oumalous répartis en cinq grandes tribus Imzinaten, les Ait Yacoub Ou Issa, Ait Mechane (ElKbab) les Ait Hmad Ou Issa, Ait Ishak et d'Aït Ihand.
- Enfin la confédération d'Aït Yafelman: Aït Yahia, Aït Oufalla, Aït Izdeg, Aït Merghad et Aït Hdiddou[21].

Ces trois confédérations, avant le débarquement des colons français, étaient en perpétuelle lutte pour les pâturages et les points d'eau et à cause des infractions coutumières touchant à l'honneur de la tribu — c'est ce qu'on appelle les guerres inter-tribales. Faute de gouvernement central organisé, ces trois confédérations vivaient dans l'anarchie — autrement dit Siba. Cette instabilité sociale découle de l'environnement politique international et dure depuis la chute du royaume mauresque d'Espagne.
Depuis lors, on assiste à de grands mouvements en masse des populations. Le Maroc est devenu la cible privilégiée des nouvelles puissances européennes montantes, notamment l'Espagne, le Portugal et la France, qui cherchent à disloquer le Maroc à partir du XVIIe siècle, et jusqu'au XIXe siècle.
Les populations berbères, surtout celles du Moyen Atlas, se retirent dans les contrées difficiles d'accès, ce qui défavorisera leur développement à tous les niveaux.

## Répartition géographique des Zayans

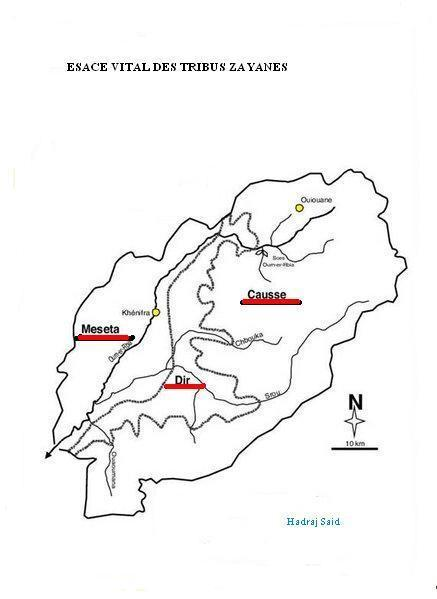
Espace vital des Zayans

Les tribus des Zayanes vivent au sein du Moyen Atlas dans la région de Khénifra. Ils ne connurent pas de stabilité sociale avant la colonisation française, ceci à cause des guerres intertribales. Ils sont en perpétuel déplacement à la recherche des pâturages ; à noter qu'ils ne pratiquent pas l'architecture, leur habitation traditionnelle étant la tente tissée en poil de chèvre ou de chameau (Akham). Les tribus Zayanes occupent l'espace géographique du bassin d'Oum Errabia et la forêt d'Ajdir Izayane.

### Limites
La confédération Zayane est un groupement de tribus berbères dont la zone d'habitat a comme limites approximatives :
- 1° Au nord, une ligne entre l'oued Grou et le Bouregreg passant vers Aïn Skhoun à Ait Boukhayou;
- 2° Au nord-ouest et à l'ouest, le tracé du Grou Moyen (oued);
- 3° Au sud, une ligne partant du oued Srou (Teskert- Elhri), jalonnée par le djebel Bou Guergour, coupant l'Oum Errabiaa au niveau de Tameskourte et aboutissant en face au djebel Hadid;
- 4° Au sud-est et à l'est, le plateau de Mezgouchen, le Haut Srou (oued) et la ligne allant des sources du Srou à celles de ГОum Errabiaa et de là au plateau de Zguit en englobant les Aït Sgougou et les tribus d'Oulmès.

Cette étendue emprunte ses éléments à la fois au Moyen Atlas, au Haut Atlas et déborde un peu sur la Meseta marocaine.

## Génétique
Les prélèvements ADN attestent la présence du chromosome appelé Haplopgroupe E1b1b (Y-ADN) Haplogroupe E selon M. Vermeeren: "Il est le plus présent chez les Berbères du Maroc, en Algérie, en Libye ou en Tunisie.

## Société
Chez les Berbères, le territoire est une composante essentielle dans la construction de l'identité aussi bien individuelle que collective. Les personnes s'assimilent presque toujours au territoire. Bien que l'identité Zayani fut initialement forgée dans les montagnes du moyen Atlas et non sur les plaines d'Azaghar aux températures clémentes en hiver.
Les tribus ou les confédérations sont en général groupées en sorte de républiques oligarchiques fédératives où la Djemaa, le conseil des anciens et des notables, organe politique, judiciaire et administratif, dirige les destinées du groupe et des individus, d'après les règles orales d'un antique droit coutumier, l'Izerf.
La société Zayane est organisée selon le principe patriarcal, reposant sur l'inégalité des sexes, le père joue un rôle primordial au sein de la famille, sans négliger le rôle de la femme qui bénéficie de certains avantages au sein de la famille. Avant la colonisation, la femme avait joué un rôle non négligeable au cours des batailles contre le colonisateur, un exemple étantt la femme de Mouha Ou Hammou Zayani, Itto, qui avait réellement participé, comme toutes les femmes Amazighes, à la résistance contre le colonisateur. Elles approvisionnaient en eau et en nourriture les combattants, chargaient les fusils et remplacaient parfois les morts au front. Elles marquaient aussi ceux qui fuyaient les combats, avec du henné pour les ridiculiser et les marginaliser, les épouses des déserteurs n'ayant pas accès aux puits et aux sources.

### Le système judiciaire
Le système judiciaire, «la justice berbère » est le 'Orf' ou Azref ou Izref  (droit coutumier qui coexiste à côté du charaâ). L'assemblée des Amghars, personnes âgées et expérimentées connaissant bien les rouages de la tribu, constitue la Jamaâ qui est la référence judiciaire du 'Orf'. L’attachement des Berbères à cette institution est remarquable. Chez un grand nombre de leurs tribus, elle constitue la seule loi connue, la seule règle observée.
La société Zayane est bien structurée. À chacun de ses membres est assignée une tâche à accomplir. Traditionnellement, elle ne connaît pas le féodalisme proprement dit mais l'individu reste esclave de son clan, celui-ci à son tour est esclave des notables. À la suite de l’établissement du protectorat une nouvelle classe de propriétaires terriens voit le jour en guise de récompense à leur collaboration avec les colons, au détriment des populations insoumises.

## Culture

### Arts et traditions équestres
Le cheval représente une icône dans la culture Zayane, avant la colonisation on estimait le nombre de barbes à 20.000.
Les Zayanes font partie d'une grande tribu berbère semi-nomade du Moyen Atlas pratiquant la transhumance deux fois par an
Les Zayanes vivent dans les montagnes de la grande cédraie d'Ajdir Izayane jusqu'à Bejaâd (Boujaad), frontière des tribus arabophones. La tribu zayane est nomade et se déplace deux fois par an: en hiver vers l'Azaghar où les conditions climatiques sont clémentes, en été vers la montagne (djebel).

### Culture vestimentaire
- Hommes
- Femmes

### Habitation
Depuis des temps reculés, les Berbères en général, comme les Zayanes, habitaient dans des tentes tissées en fibres de poils de chèvres. Elles sont hermétiques et supportent les hivers les plus rigoureux. Le mode d'habitation des berbères du Moyen Atlas diffère de celui du Haut Atlas, dont les habitants logent dans des maisons groupées en village dits Ksours.

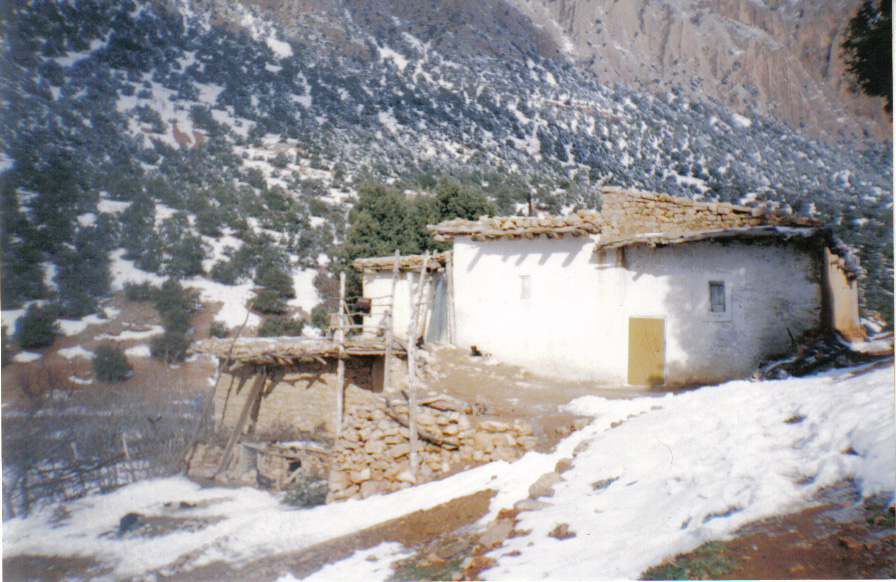
Maison en pisé Zayane

### Langue
Le zayane (tazayit), est une variante de tamizight parlée au Moyen Atlas, appartenant au groupe des langues chamito-sémitiques, qui comprend également les groupes sémitique, couchitique (Afrique de l'Est), l'égyptien ancien et, avec un degré de parenté plus éloigné, les langues tchadiques (haoussa).

Quant à l’écriture des Zayanes d'antan, elle n’est guère connue, car au Moyen Atlas les chercheurs ne disposent pas d'éléments tangibles tels que des gravures préhistoriques, ou des manuscrits  prouvant l’existence de graphies en tifinagh. C'est un alphabet quasiment disparu et n’ayant jamais servi à transcrire un véritable système de connaissance. Mais actuellement le néo-tifinagh est devenu officiel  et commun aux différentes variantes de Tamazighte. Il est enseigné dans les écoles marocaines, un acquis obtenu à la suite d'un combat politique acharné contre certains intellectuels arabisants.

## Les biens collectifs des Zayanes
Depuis la colonisation, la tribu Zayane disposait de trois lieux pour usage collectif:
- Tiddar Izayanes: Lieu connu sous "Diour Chioukh", il s'agit d'un ensemble de locaux destinés aux 13 tribus Zayanes, s’étendant sur une superficie de 13,500 m2[37]
.
- « Azlou»: destiné à diverses festivités.
- « El corse»: terrain réservé pour les manifestations équestres.

## Personnalités
- Famille Amahzoune 
  - Mouha Ou Hammou Zayani, célèbre résistant à la colonisation.
  - Hassan Ould Mouha Ou Hammou Zayani, fils de Moha Ou Hammou Zayani, Pacha de Khenifra et Adel des Zayanes.
  - Latifa Amahzoune, fille de Hassan Zayani et petite-fille de Moha Ou Hammou Zayani, princesse du Maroc et mère du roi Mohamed VI.
- Abu Al-Qasim Zayani, historien, politique et diplomate marocain[38].

## Vidéothèque
- Tapis parterres du Maroc
- Fête des Tisserands du pays Zayan